# Teggiano
Teggiano è un comune italiano di 6 999 abitanti della provincia di Salerno in Campania.
Fino al 1862 il suo nome era Diano, da cui deriva il nome della conca entro cui esso sorge, il vallo di Diano.

## Geografia fisica

### Territorio
Il centro storico e capoluogo è posto su un'altura isolata nel Vallo di Diano; è costituito da un antico borgo medievale e dalle abitazioni e terreni posti sulle pendici del colle, patrimonio dell'umanità UNESCO e tutelati dal parco nazionale del Cilento, Vallo di Diano e Alburni. Tutt'intorno all'altura dove è sito il centro storico, sparse per la pianura e le colline sottostanti, si trovano le altre frazioni del comune: Piedimonte, Prato Perillo, San Marco e Pantano.
Il territorio comunale, di 61,59 km², è composto per metà da una zona pianeggiante e per l'altra metà da una zona collinare - montuosa. L'abitato di Teggiano sorge a 637 m s.l.m. su un contrafforte del monte Serra di Campo Soprano (1446 m s.l.m.), nella regione storica della Lucania.
- Classificazione sismica: zona 2 (sismicità media), Ordinanza PCM. 3274 del 20/03/2003.

### Clima
Il clima è tipico della zona, con estati soleggiate, secche e ventilate. Durante le notti estive, comunque, al calar del sole, vi è una forte escursione termica, anche di molti gradi in meno rispetto al giorno.
La stazione meteorologica più vicina è quella di Sala Consilina.In base alla media trentennale di riferimento 1961-1990, la temperatura media del mese più freddo, gennaio, si attesta a 6,3 °C; quella del mese più caldo, agosto, è di 24,1 °C.
| SALA CONSILINA     | Mesi | Mesi | Mesi | Mesi | Mesi | Mesi | Mesi | Mesi | Mesi | Mesi | Mesi | Mesi | Stagioni | Stagioni | Stagioni | Stagioni | Anno |
| SALA CONSILINA     | Gen  | Feb  | Mar  | Apr  | Mag  | Giu  | Lug  | Ago  | Set  | Ott  | Nov  | Dic  | Inv      | Pri      | Est      | Aut      | Anno |
| ------------------ | ---- | ---- | ---- | ---- | ---- | ---- | ---- | ---- | ---- | ---- | ---- | ---- | -------- | -------- | -------- | -------- | ---- |
| T. max. media (°C) | 9,8  | 10,5 | 13,5 | 17,5 | 22,1 | 26,3 | 29,8 | 30,4 | 26,0 | 20,5 | 15,1 | 11,5 | 10,6     | 17,7     | 28,8     | 20,5     | 19,4 |
| T. min. media (°C) | 2,8  | 3,1  | 5,1  | 8,1  | 11,5 | 14,9 | 17,4 | 17,8 | 15,3 | 11,4 | 7,5  | 4,9  | 3,6      | 8,2      | 16,7     | 11,4     | 10,0 |

- Classificazione climatica: zona D, 2040 GG

## Storia
Teggiano ha assunto attraverso i secoli diverse denominazioni: Tegea quando faceva parte delle 12 città confederate lucane, Tegianum o Dianum in epoca romana,  poi Diano, da cui deriva il termine Vallo di Diano.
Lo storico Teggianese Luca Mandelli, vissuto nel seicento, attribuisce la fondazione del paese ai coloni della città greca di Tegea, congettura non suffragata però da testimonianze storico-archeologiche.
Alla fine dell'Ottocento Giacomo Racioppi invece avanzò l'ipotesi che Teggiano fosse stata fondata dalle genti osco-sabelliche scacciate dalle loro terre a seguito dell'espansione della civiltà etrusca.
Ultima ipotesi in ordine di tempo è quella che Teggiano sia sorta ad opera dei Lucani all'inizio del IV secolo a.C.
Più tardi si attesta il nome Tergia o Tergianum.
Notevole importanza spettò alla Teggiano del periodo italico, che ricoprì un ruolo di primissimo piano sia nell'ambito delle dodici città federate lucane, che in occasione delle guerre sociali.
A testimonianza di quei periodi restano gli innumerevoli reperti storici, costituiti in frammenti classici sia di architettura religiosa che di architettura civile, attualmente disseminati un po' ovunque lungo le vie del centro storico.
Probabilmente la città venne distrutta intorno al 410 d.C. da Alarico.
Dal V secolo in poi assunse il nome di Dianum, poi Diano, da cui prese il nome l'omonimo Vallo.
Il massimo splendore si raggiunse nel periodo in cui la nobile famiglia dei Sanseverino la destinò a luogo privilegiato. Con l'arrivo dei normanni vi si stanziarono un nutrito numero di famiglie guerriere normanne, il borgo ha infatti, una decisa vocazione militare. Tra le famiglie normanne che vi abitarono si ricordano i : de Flumine o Fiume, il primo dei quali, Bosone, fondò nell'anno 1133 il Sedile di Diano, e poi, i Galliciano, i de Diano, i Mordente, i d'Alitto, i Carrano, i Marsicano, tutte infeudate ebbero anche castelli di rilievo. Altre famiglie si aggiunsero nel periodo federiciano come: i Corrado, i Grosso. Nel periodo Angioino arrivarono i Mordente,i Mazzacane, i Malavolta da Siena e così altre famiglie arrivarono nei successivi periodi Aragonese e Austriaco come i del Verme da Verona.
Nel 1485 tra le mura del suo castello fu tramata la famosa Congiura dei baroni, ordita da Antonello Sanseverino, Principe di Salerno, contro Ferrante I d'Aragona, re di Napoli.
Successivamente, nel 1497, Teggiano, rifugio inespugnabile del Principe ribelle, fu assediata dall'esercito del Duca delle Calabrie, Federico, divenuto re nel frattempo.
La fama di castello imprendibile non fu sfatata nemmeno in quell'occasione: l'assedio durò molto più del previsto senza che l'esercito riuscisse ad ottenere la presa del maniero.
Una resa onorevole, quindi, sancita da patti redatti dal Notar Jacopo Carrano, sottoscritti dal Re e dal Principe, diede salva la vita a quest'ultimo e salvaguardò l'integrità della popolazione che, in massa, era accorsa a dar manforte all'amato signore.
Dopo il 1552, anno in cui si verificò l'allontanamento definitivo della famiglia dei Sanseverino, Teggiano diventò feudo di altre nobili famiglie del Regno, che seppero governarlo con alterna fortuna.
Dal 1811 al 1860 è stato capoluogo dell'omonimo circondario appartenente al Distretto di Sala del Regno delle Due Sicilie.
Nel 1862 dal neonato governo italiano giunse ai comuni del Vallo di Diano l'ordine di evitare nelle loro denominazioni eventuali omonimie esistenti con gli altri comuni d'Italia. Ottemperando agli ordini ricevuti gli amministratori comunali si misero subito all'opera e si ebbero così Atena Lucana, Sala Consilina, Montesano sulla Marcellana, San Pietro al Tanagro e Monte San Giacomo. Il comune di Diano fu rinominato Teggiano, dal latino Tegianum, già sua denominazione in età romana. Tale cambiamento fu avversato dai cittadini dell'epoca, capeggiati dal più autorevole di essi, il canonico e storico Stefano Macchiaroli, che definì tale operazione un inaccettabile anacronismo. Ancora oggi la maggior parte dei cittadini usa la vecchia denominazione, dicendo in dialetto: "vàu a Dianu" oppure "nta Rianu".
Dal 1860 al 1927, durante il Regno d'Italia è stato capoluogo dell'omonimo mandamento appartenente al Circondario di Sala Consilina.
Durante gli anni della seconda guerra mondiale, tra il 1940 e il 1943, Teggiano fu uno dei comuni della Campania destinati dalle autorità fasciste ad accogliere profughi ebrei in internamento civile. I 9 internati, in maggioranza provenienti dalla Polonia e dall'Austria, furono tutti liberati con l'arrivo dell'esercito alleato nel settembre 1943.

## Monumenti e luoghi d'interesse

### Architetture religiose

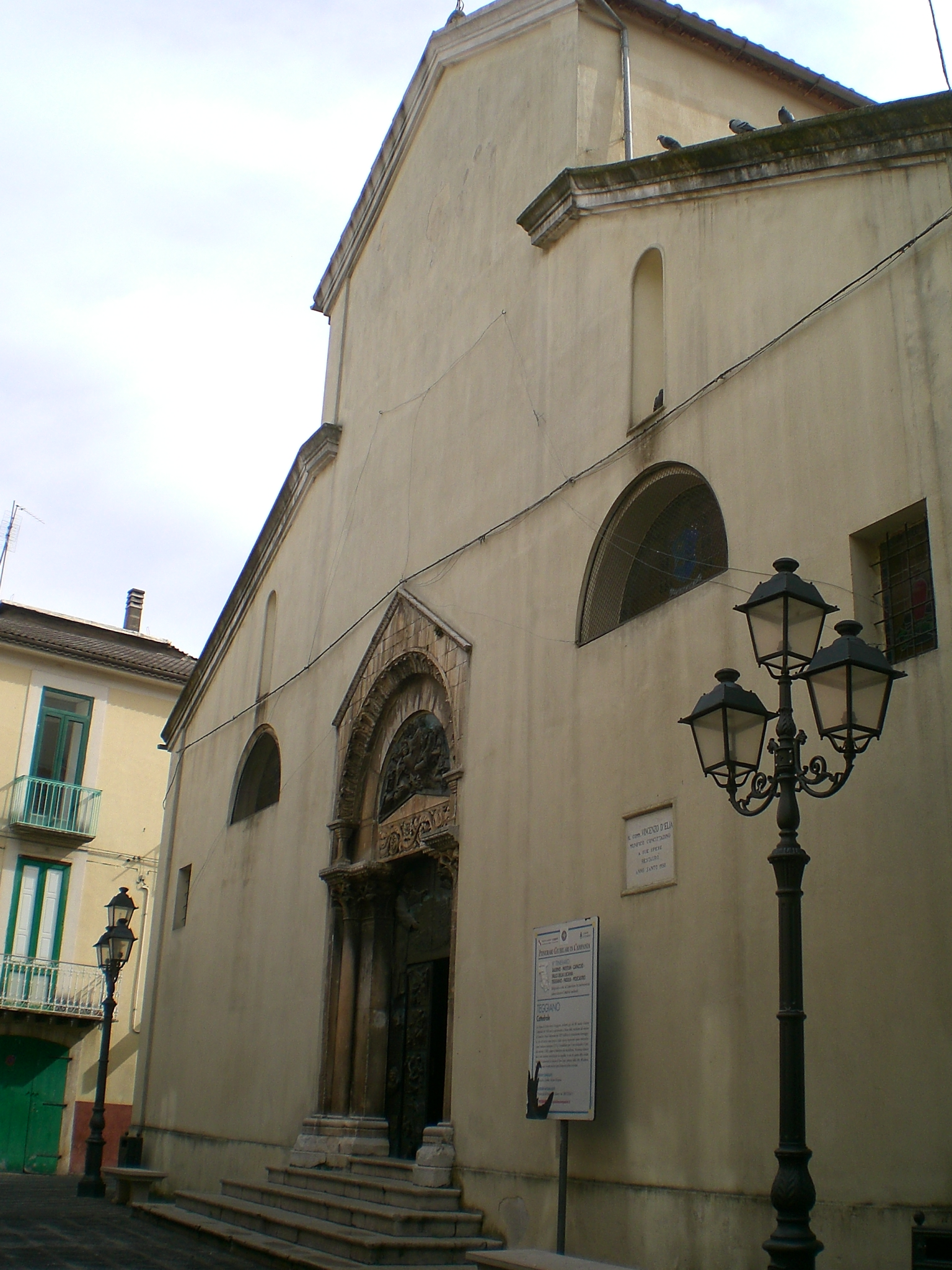
La cattedrale di Santa Maria Maggiore

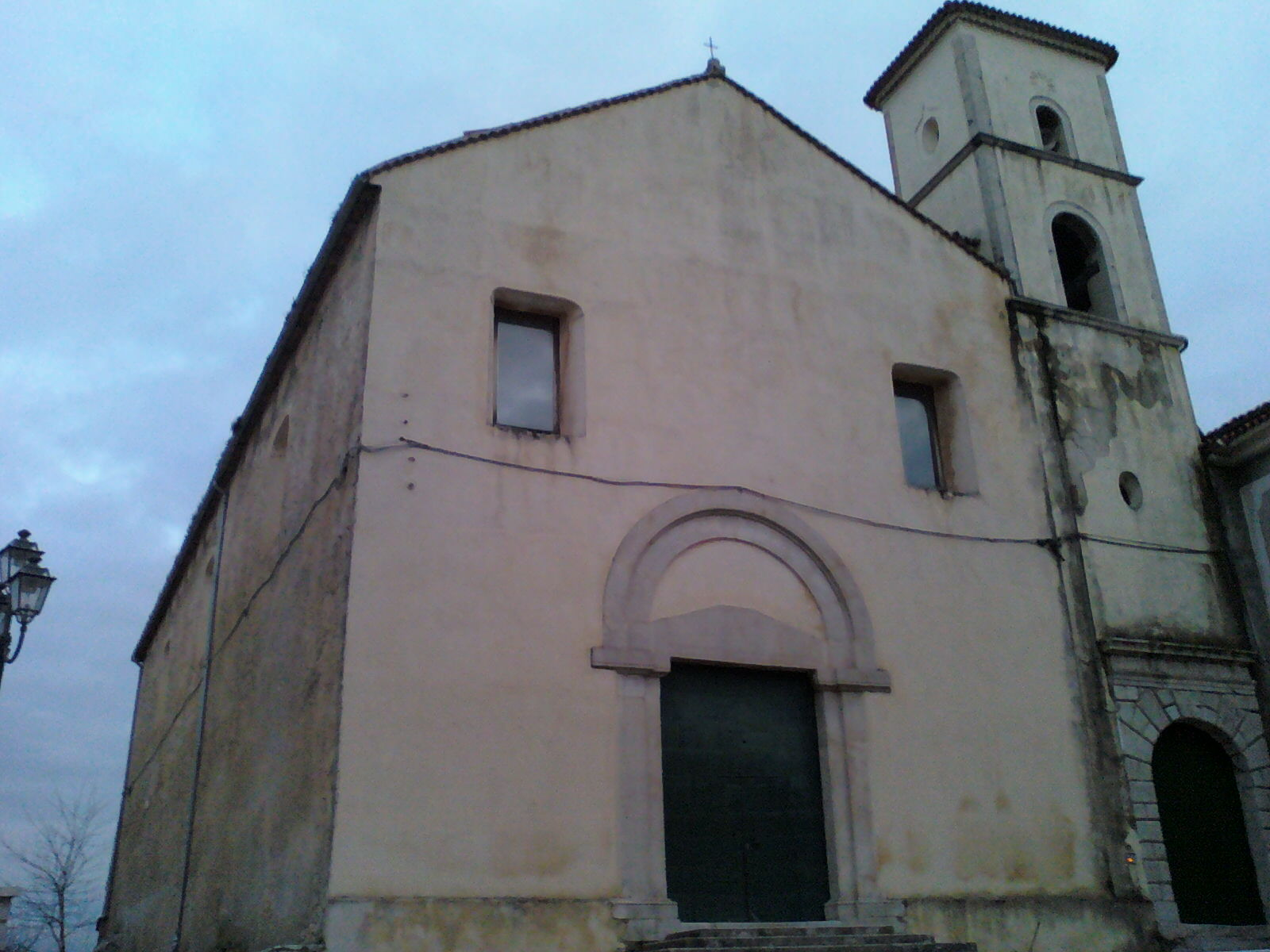
Chiesa di Sant'Agostino

- Cattedrale di Santa Maria Maggiore (XIII secolo), principale edificio religioso della città.
- Chiesa e convento di San Francesco (1307)
- Chiesa di Sant'Andrea
- Chiesa della SS. Annunziata (XIV secolo)
- Chiesa di Sant'Angelo
- Chiesa ed ex convento di Sant'Agostino (1370)
- Chiesa di Sant'Antonio (XI secolo), detta di Sant'Antuono
- Ex battistero di San Giovanni
- Chiesa e convento della Santissima Pietà (XIV secolo)
- Chiesa di San Martino (XIV secolo - XVI secolo) Ricostruita tra 1497 ed il 1519 dal nobile Signore Giovanni Carrano che ne ottenne il padronato. Restaurata nel 1820 sempre ad opera della nobile famiglia Carrano.
- Obelisco di San Cono
- Chiesa di San Benedetto ed ex monastero
- Chiesa di San Pietro

### Architetture civili

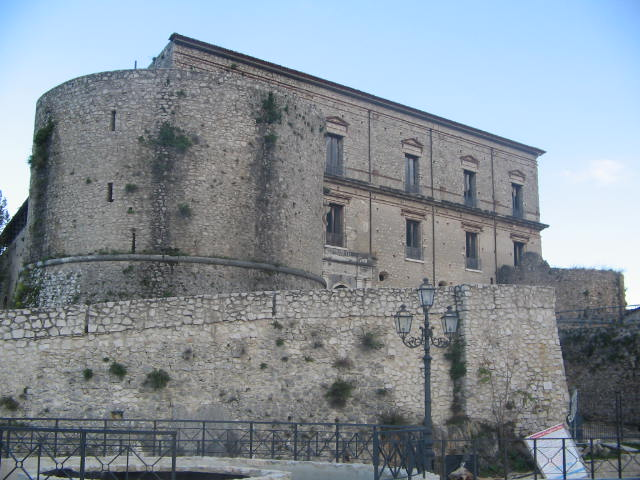
Il castello dei principi Sanseverino, attualmente Castello Macchiaroli

- Il Seggio, loggiato che sorge all'incrocio del Cardo e del Decumano in cui si svolgevano le riunioni della universitas.[11]
- Palazzo dei Malavolta, attuale sede vescovile.
- Casa nativa di San Laverio (Largo San Laverio)
- Palazzo de Honestis del XVII secolo;
- Palazzo Villino de Honestis;
- Palazzo Trezza Matina d'Alitto Di Sarli; attuale dimora d'epoca
- Palazzo Corrado;
- Palazzo Galliciano;
- Palazzo Mazzacane;
- Palazzo de Diano sec.XIV;
- Palazzo Paternoster;
- Palazzo d'Alitto sec.XV;
- Palazzo Carrano a Sant'Andrea sec.XVI;
- Palazzo Carrano a Sant'Angelo Sec.X. Uno studio sulla attigua chiesa di San Michele Arcangelo effettuato da Soprintendente De Cunzo ha evidenziato che la chiesa fu la cappella Palatina del palazzo Carrano. Pertanto lo stesso sarebbe anche anteriore al X secolo forse primo nucleo di incastellamento della città di Diano.
- Palazzo Carrano a Santa Maria;
- Palazzo Celio Carrano;
- Palazzo del Verme de Honestis Santamaria sec.XV;
- Palazzo Serisio Adorno;
- Palazzo Helio;
- Palazzo Corrado a Santa Maria;
- Palazzo Macchiaroli;
- Palazzo Prignano Galliani sec.XV;
- Palazzo Colletti;
- Palazzo Cavallaro;
- Palazzo Francone;
- Palazzo Matera;
- Palazzo Paternoster;
- Palazzo del Seminario sec.XVI.

### Architetture militari
- Castello dei Principi Sanseverino (XI secolo-XII secolo), realizzato in epoca normanna. Dal 1900 fu proprietà di tre famiglie dianesi, Macchiaroli, de Honestis e Gallo. Successivamente dopo il 1920 è divenuto tutto di proprietà della famiglia Macchiaroli, oggi è definitivamente chiamato Castello Macchiaroli, in onore della famiglia tuttora proprietaria. Nel corso dei secoli ha subito numerosi restauri ed ampliamenti. Il maniero è stato sede di diversi avvenimenti storici importanti: l'assedio del 1433 ad opera delle truppe di Ladislao di Durazzo,  la congiura dei baroni del 1485 e l'assedio del 1497, l'assedio delle truppe di Carlo VIII di brevissima durata che si concluse con una blanda resistenza della città e del castello.[12]
- Porta della cinta muraria medievale, situata a sud dell'abitato.
- Torri della cinta muraria medievale

### Aree naturali
- Riserva naturale Foce Sele-Tanagro
- Parco nazionale del Cilento, Vallo di Diano e Alburni

## Società

### Evoluzione demografica
Abitanti censiti

### Etnie e minoranze straniere
Al 31 dicembre 2017 a Teggiano risultano residenti 490 cittadini stranieri. Le nazionalità principali sono:
- Romania: 288
- Marocco: 114

### Religione
La maggioranza della popolazione è di religione cristiana di rito cattolico; il comune, sede della diocesi di Teggiano-Policastro, è suddiviso in sei parrocchie.

### Lingue e dialetti
Accanto all'italiano, si parla il dialetto teggianese, che fa parte del gruppo cilentano meridionale. Esso conosce un vocalismo atono composto da quattro foni: /a, ə, i, u/; per questo motivo, Teggiano viene considerato un'"isola" a vocalismo siciliano, insieme ad esempio alla vicina Sala Consilina.

## Cultura

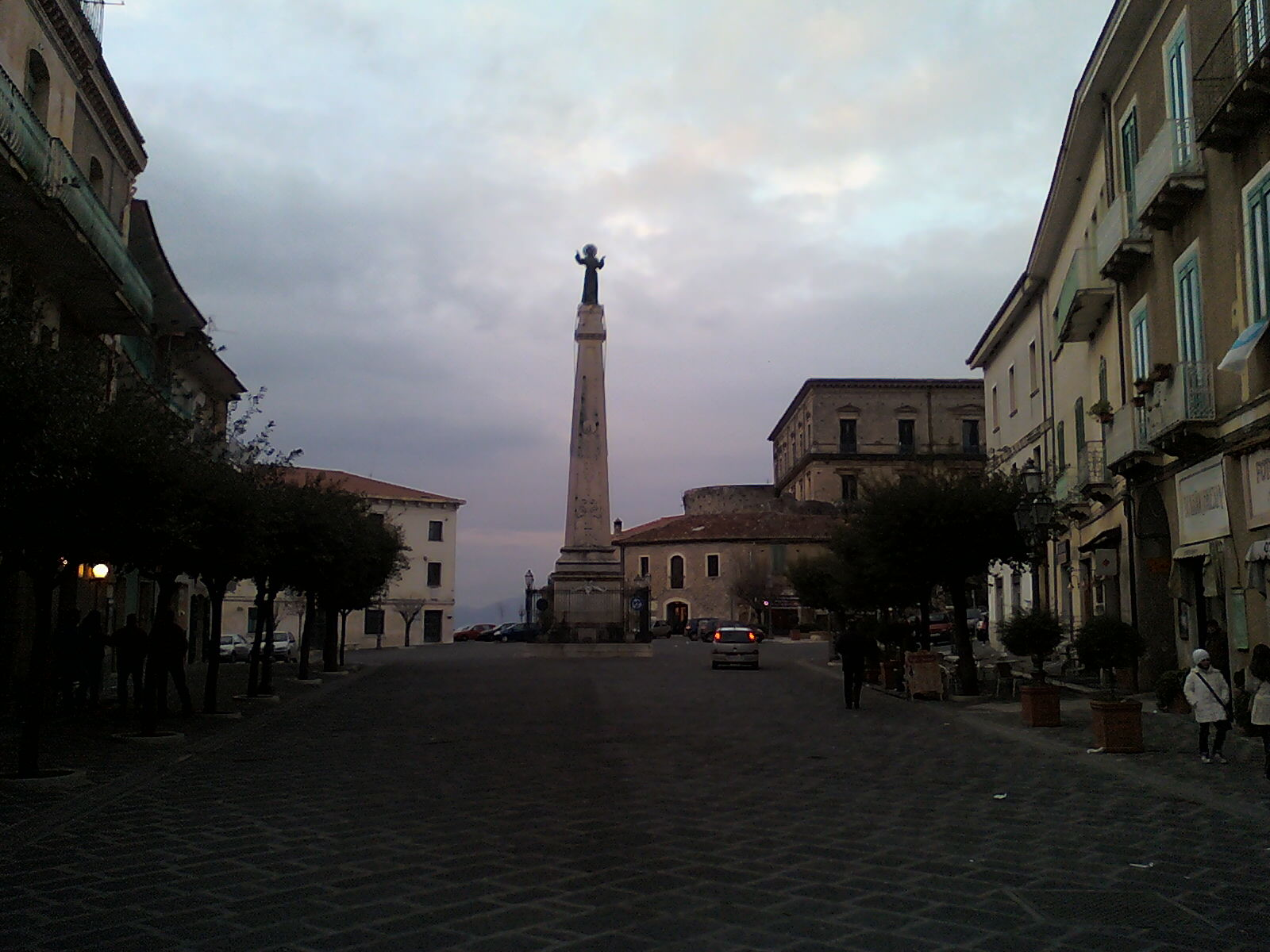
Obelisco di San Cono

### Musei

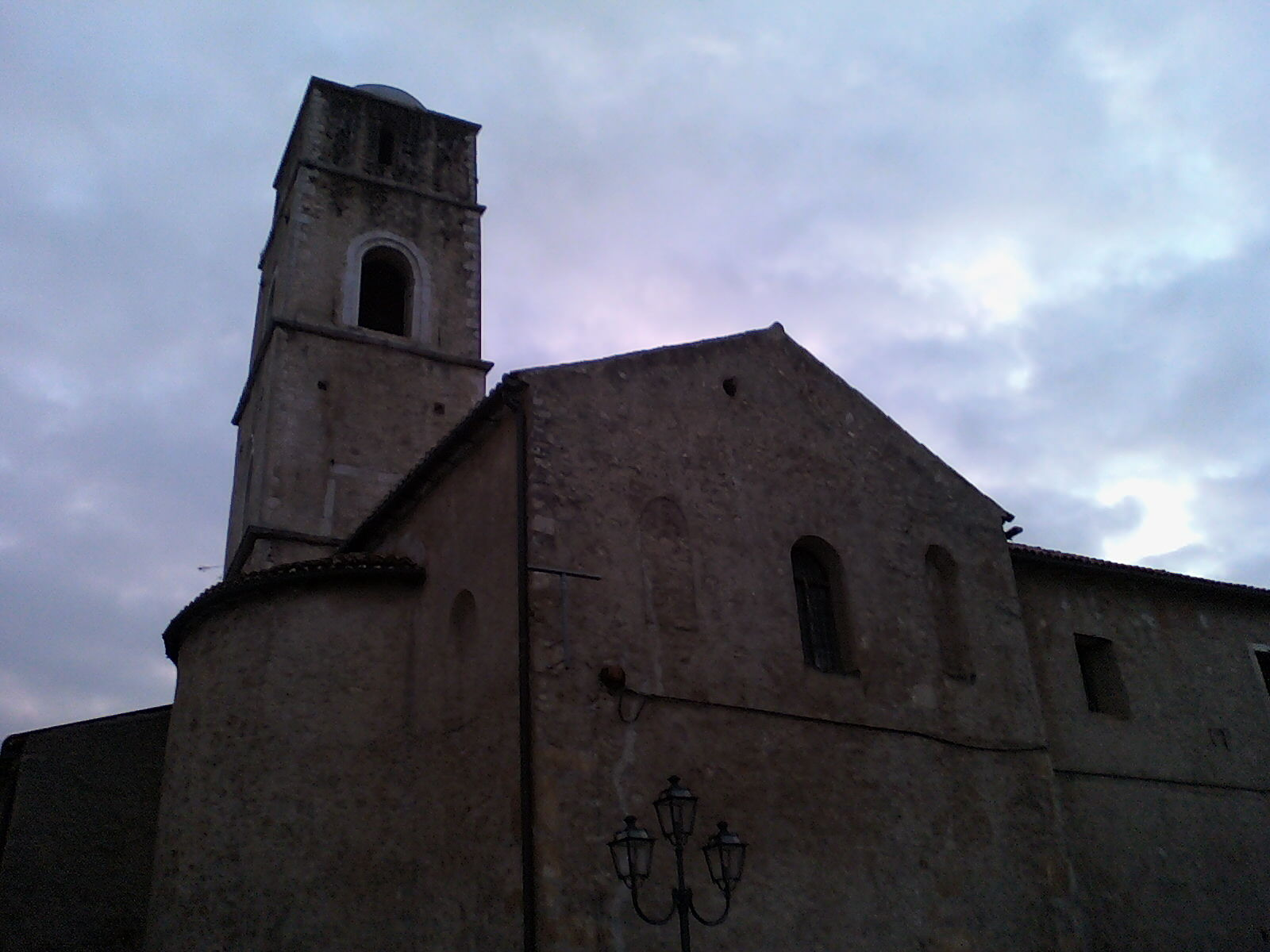
Ex chiesa di San Pietro, ora Museo Diocesano

- Museo diocesano di Teggiano
- Lapidario Dianense
- Museo delle erbe
- Museo della Memoria e dei ricordi[18]
- Museo di San Cono[18]
- Museo della Civiltà Contadina[18]

### Cucina
- Stufati, piatto tipico della vigilia di Natale;
- Parmitieddi o Parmi, piatto tipico preparato per il pranzo della Domenica delle Palme;
- Pizzichinu, torta rustica tipica del periodo pasquale;

## Geografia antropica

### Frazioni

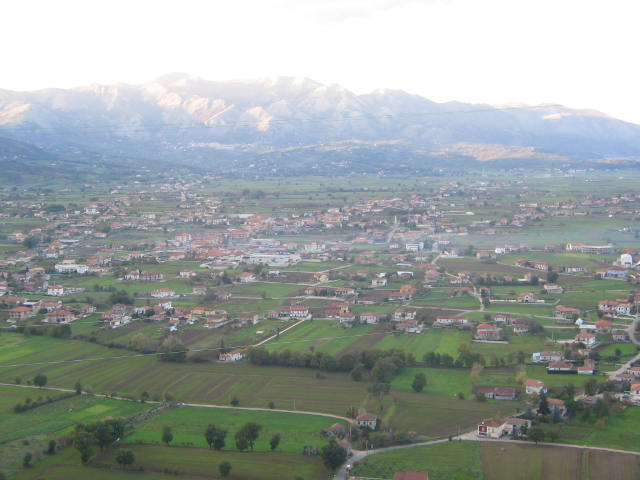
Veduta del lato settentrionale del pianoro valdianese con al centro l'abitato di Prato Perillo

Secondo lo statuto comunale, le frazioni di Teggiano sono:
- Pantano;
- Piedimonte;
- Prato Perillo, 458 m s.l.m., 3 886 abitanti;
- San Marco, 525 m s.l.m., 585 abitanti.

## Economia
Basata nel passato principalmente sull'agricoltura, negli ultimi anni, però, molte sono state le attività commerciali che hanno preso vita soprattutto nel capoluogo e nelle frazioni di Prato Perillo e di Pantano.
Essendo parte del territorio patrimonio dell'UNESCO è costante meta di turismo internazionale, rappresentando forse l'ultimo borgo medievale perfettamente conservato tipico della zona. Di conseguenza sono molte, di recente, le attività ristorative e ricettive sorte grazie a questo tipo di indotto.

## Infrastrutture e trasporti

### Strade
- Strada Provinciale 11/d Laurino (Innesto SP 69)-Piaggine-Bivio Sacco-Sella del Corticato-S.Marco.
- Strada Provinciale 11/e S.Marco-Piedimonte-Macchiaroli-Silla-Innesto SS 19(S.Vito).
- Strada Provinciale 39/a Innesto SS 166(S.Marzano)-Prato Perillo.
- Strada Provinciale 39/b Prato Perillo-Piedimonte-Teggiano.
- Strada Provinciale 52 Sala Consilina-Teggiano (Innesto SP 11-loc.Macchiarola).
- Strada Provinciale 166 Innesto SP 39-Prato Perillo.
- Strada Provinciale 231 Innesto SP 307 (Riella)-Fontana Vaglio-Tempa Rossa.
- Strada Provinciale 263 dalla SP di Piedimonte-S.Marco-Corticato-Fontana vecchie forbici-Querce-Camerelle-SP Piedimonte-S.Vito.
- Strada Provinciale 295 Strada Ponte Filo-inizio territorio di Teggiano.
- Strada Provinciale 330 Innesto SS 19-Lagno Termine-Innesto SP 11 (Macchiarola).
- Strada Provinciale 395 Innesto SP 11(Silla)-Innesto SP 49 (Sala Consilina).

### Ferrovie
- Stazione di Sassano-Teggiano sulla Ferrovia Sicignano degli Alburni-Lagonegro (Servizio sostitutivo con bus).

## Amministrazione

### Gemellaggi
- San Mauro Pascoli, dal 1971
- Toledo
- Lobos, dal 2011

### Altre informazioni amministrative
Il comune fa parte della Comunità montana Vallo di Diano.
Le competenze in materia di difesa del suolo sono delegate dalla Campania all'Autorità di bacino interregionale del fiume Sele.

## Sport
Nel comune aveva sede il club calcistico Asd Valdiano, militante nel campionato di Eccellenza campana girone B, che disputava le gare interne allo stadio "Antonio Vertucci". Nel 2019 la società è fallita. Attualmente esiste la Teggianese che rappresenta il calcio a Teggiano partecipa il campionato di terza categoria girone C 2024/2025